# Grzyby afylloforoidalne

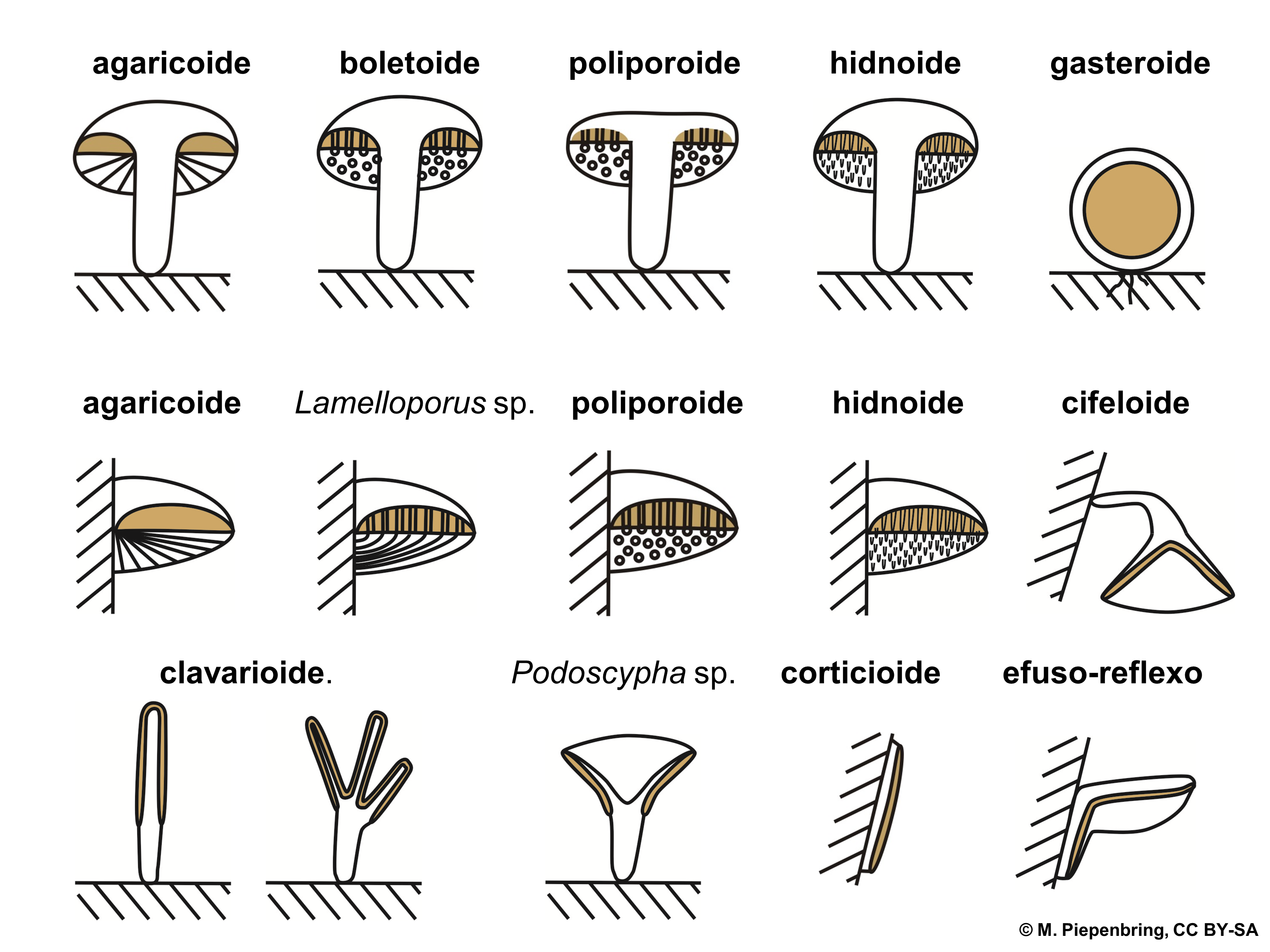
Typy owocników

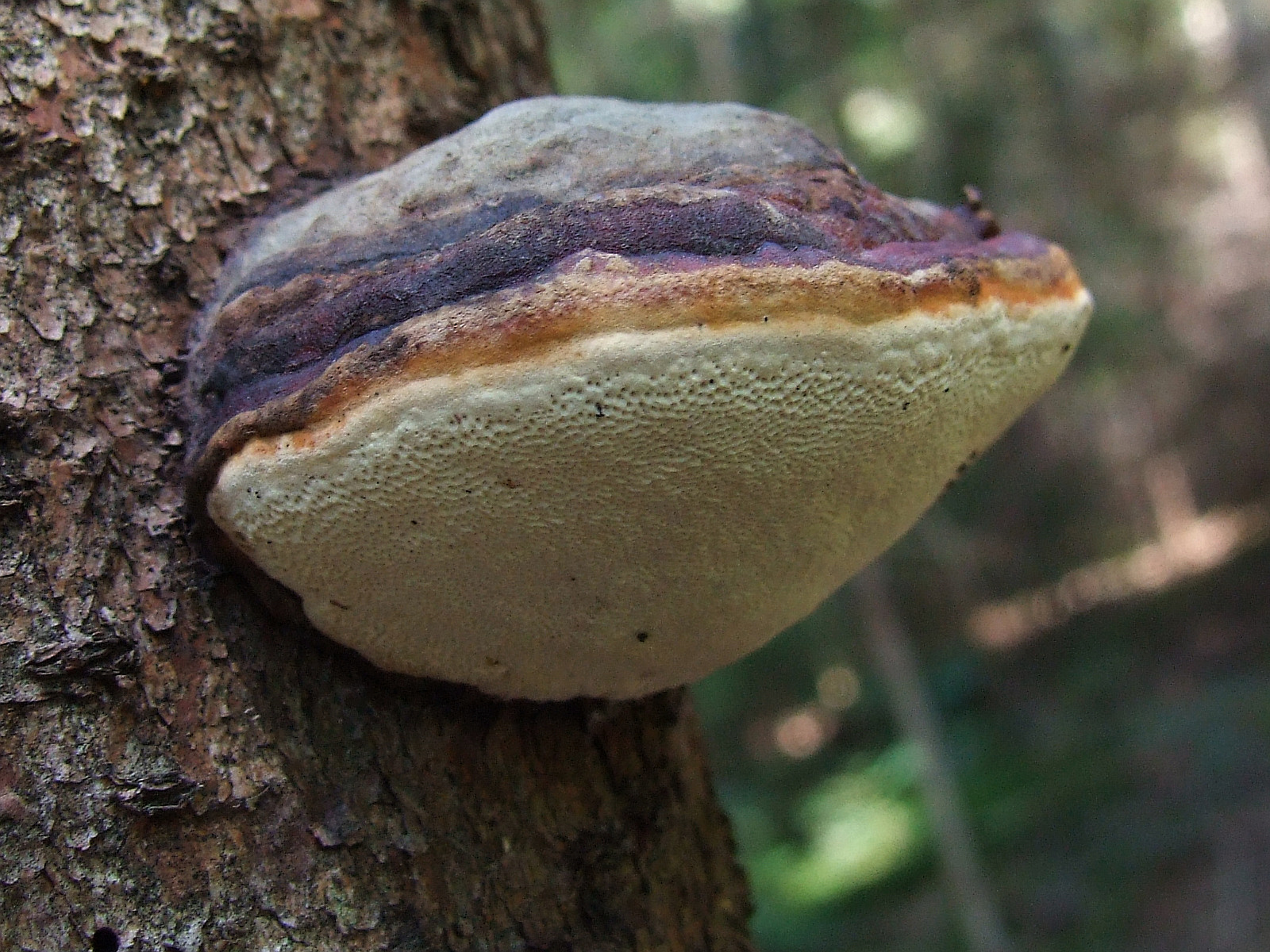
Pniarek obrzeżony

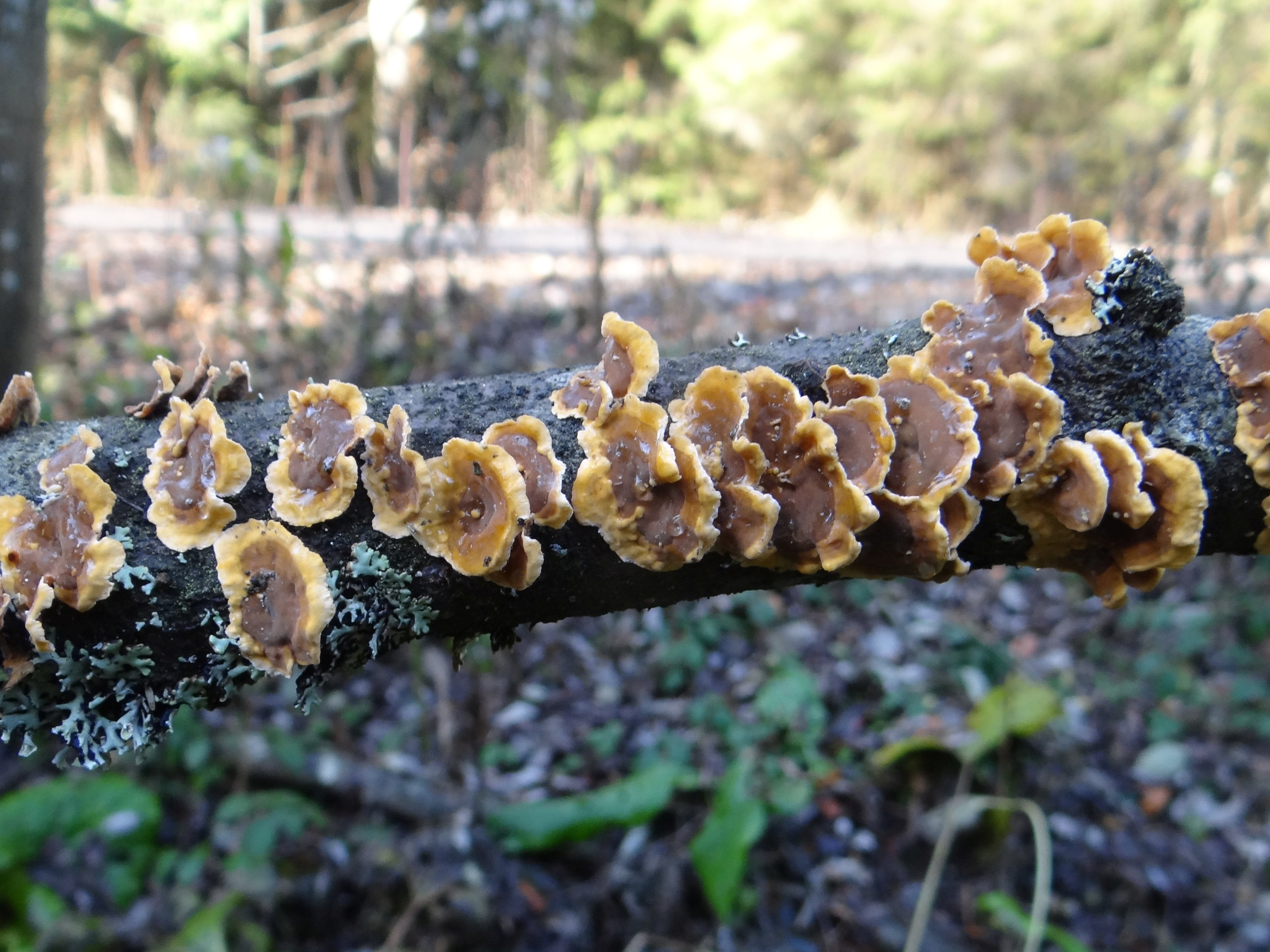
Skórnik szorstki

Grzyby afylloforoidalne (ang. aphyllophoroid fungi) – nieformalna morfologiczno-biologiczna grupa grzybów. Definiuje się ją jako grzyby wielkoowocnikowe tworzące jednokomórkowe podstawki, pozbawione osłony zupełnej lub częściowej od początku rozwoju owocnika, o różnych typach hymenoforu, z wyjątkiem typowo blaszkowego. U różnych gatunków grzybów afylloforoidalnych występują hymenofory gładkie, gruzełkowate, guzkowate, merulioidalne, kolczaste, rurkowe, irpikoidalne, oraz w postaci żyłek i wydłużonych porów podobnych do blaszek.
Pod względem sposobu odżywiania się do grzybów afylloforoidalnych należą zarówno grzyby mikoryzowe, jak pasożyty i saprotrofy.
Ze względu na kształt owocnika i typ hymenoforu grzyby afylloforoidalne dzieli się na 6 podgrup:
- grzyby poliporoidalne,
- grzyby kortycjoidalne,
- grzyby klawarioidalne,
- grzyby cyfelloidalne,
- grzyby kantarelloidalne.
- grzyby hydnoidalne[1].

Niektórzy mykolodzy wyróżniają jeszcze grzyby tremelloidalne o galaretowatych owocnikach, obecnie według Index Fungorum zaliczane do klasy Tremellomycetes.
Do grzybów afylloforoidalnych należą gatunki z typu podstawczaków, dawniej zaliczane do tzw. bezblaszkowców (Aphyllophorales). Bezblaszkowce były sztucznym taksonem w randze rzędu, grzyby afylloforoidalne nie są taksonem. W wyniku wielkich zmian jakie zaszły w taksonomii grzybów pod koniec XX i w XXI wieku, obecnie grzyby afylloforoidalne należą do 14 różnych rzędów w klasie Agaricomycotina w typie podstawczaków. Najliczniej reprezentowany jest rząd Polyporales (żagwiowce).
Do 2002 r. liczba poznanych taksonów (gatunków i odmian) grzybów afylloforoidalnych na terenie Polski wynosiła 652, do 2016 r. znaleziono jeszcze 150 nowe, tak, że łączna liczba taksonów tych grzybów wyniosła 802. Wciąż jednak znajdywane są nowe gatunki, wiele jeszcze w tym względzie jest do zbadania. Szacuje się, że liczba taksonów tych grzybów w Polsce wynosi około 1000.
Grzyby afylloforoidalne odgrywają ważną rolę w rozkładzie martwego drewna, ogrywają więc ważną rolę w ekosystemach leśnych. Są wśród nich także grzyby mykoryzowe i grzyby pasożytnicze.
Oprócz grzybów afylloforoidalnych wśród podstawczaków wyróżnia się jeszcze 2 inne nieformalne morfologiczno-biologiczne grupy grzybów: blaszkowce i grzyby kapeluszowe.